# Clasificación de los jóvenes en el Tour de Francia

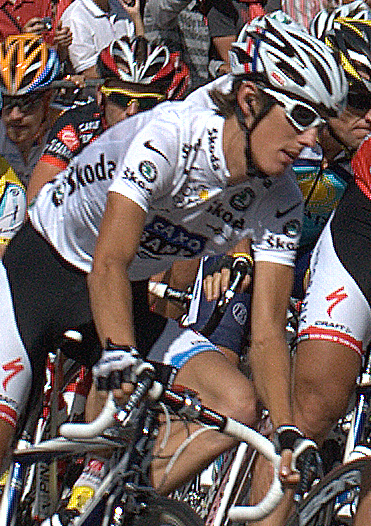
Andy Schleck, con el maillot blanco del Tour 2009.

El maillot blanco (del francés maillot blanc) es el jersey que se le da al joven mejor clasificado del Tour de Francia. El ganador de este jersey debe ser menor de 25 años el 1 de enero del año del Tour en cuestión. El portador del jersey se determina mirando la clasificación general, y eliminando los ciclistas que hayan nacido después de la fecha límite.

## Historia
Antes de 1975 (desde el 1968), el premio del maillot blanco se otorgaba al ganador de la clasificación de la Combinada (realizada a partir del puesto en la clasificación general, la montaña y de la regularidad). En 1975 se cambió por el de "Mejor corredor joven" (menor de 26 años, es decir, 25 como máximo), y se calculaba usando los rankings del maillot amarillo. Entre 1983 y 1986 sólo podían optar al maillot los ciclistas que participaran por vez primera en el Tour, pero al año siguiente volvió a prevalecer el tema de la edad. Después de 1987 el maillot desapareció como premio, pero se siguió calculando la clasificación, hasta el año 2000, en el que volvió. Desde 1997 el premio se llama oficialmente 'Souvenir Fabio Casartelli', en homenaje al ciclista fallecido.
La clasificación de la combinada (ya sin el maillot blanco) en 1980 se volvió a introducir hasta que en 1982 volvió a desaparecer, de nuevo en 1985 volvió a usarse pero en 1989 se quitó definitivamente.
La empresa automovilística Škoda patrocina el maillot blanco desde 2003, tomando el relevo a FIAT. Desde que se estableció el premio, lo han ganado 40 ciclistas diferentes, de los cuales 6 ganaron también el maillot amarillo.
El corredor que más veces ha conseguido enfundarse con este maillot ha sido el esloveno Tadej Pogačar, con 4 victorias.

## Palmarés maillot blanco (clasificación de los jóvenes)

### Ganadores
| Año  | Nombre                   | Equipo                  | Otros maillots           | Clasificación general |
| ---- | ------------------------ | ----------------------- | ------------------------ | --------------------- |
| 1975 | Francesco Moser          | Filotex                 | -                        | 7.º                   |
| 1976 | Enrique Martínez Heredia | Kas-Campagnolo          | -                        | 23.º                  |
| 1977 | Dietrich Thurau          | Ti-Raleigh              | -                        | 5.º                   |
| 1978 | Henk Lubberding          | Ti-Raleigh              | -                        | 8.º                   |
| 1979 | Jean-René Bernaudeau     | Renault                 | -                        | 5.º                   |
| 1980 | Johan van der Velde      | Ti-Raleigh              | -                        | 12.º                  |
| 1981 | Peter Winnen             | Capri Sonne             | -                        | 5.º                   |
| 1982 | Phil Anderson            | Peugeot                 | -                        | 5.º                   |
| 1983 | Laurent Fignon           | Renault                 | Maillot amarillo         | 1.º                   |
| 1984 | Greg LeMond              | Renault                 | -                        | 3.º                   |
| 1985 | Fabio Parra              | Café de Colombia        | -                        | 5.º                   |
| 1986 | Andrew Hampsten          | La Vie Claire           | -                        | 4.º                   |
| 1987 | Raúl Alcalá              | 7-Eleven                | -                        | 9.º                   |
| 1988 | Erik Breukink            | Panasonic               | -                        | 12.º                  |
| 1989 | Fabrice Philipot         | Toshiba                 | -                        | 24.º                  |
| 1990 | Gilles Delion            | Helvetia                | -                        | 15.º                  |
| 1991 | Álvaro Mejía             | Ryalcao                 | -                        | 19.º                  |
| 1992 | Eddy Bouwmans            | Panasonic               | -                        | 14.º                  |
| 1993 | Antonio Martín Velasco   | Amaya Seguros           | -                        | 12.º                  |
| 1994 | Marco Pantani            | Carrera                 | -                        | 3.º                   |
| 1995 | Marco Pantani            | Carrera                 | -                        | 13.º                  |
| 1996 | Jan Ullrich              | Team Telekom            | -                        | 2.º                   |
| 1997 | Jan Ullrich              | Team Telekom            | Maillot amarillo         | 1.º                   |
| 1998 | Jan Ullrich              | Team Telekom            | -                        | 2.º                   |
| 1999 | Benoît Salmon            | Casino                  | -                        | 16.º                  |
| 2000 | Francisco Mancebo        | Banesto                 | -                        | 9.º                   |
| 2001 | Óscar Sevilla            | Kelme-Costa Blanca      | -                        | 7.º                   |
| 2002 | Ivan Basso               | Fassa Bortolo           | -                        | 11.º                  |
| 2003 | Denís Menshov            | iBanesto.com            | -                        | 11.º                  |
| 2004 | Vladímir Karpets         | Illes Balears           | -                        | 13.º                  |
| 2005 | Yaroslav Popovych        | Discovery Channel       | -                        | 12.º                  |
| 2006 | Damiano Cunego           | Lampre-Fondital         | -                        | 11.º                  |
| 2007 | Alberto Contador         | Discovery Channel       | Maillot amarillo         | 1.º                   |
| 2008 | Andy Schleck             | CSC-Saxo Bank           | -                        | 11.º                  |
| 2009 | Andy Schleck             | Team Saxo Bank          | -                        | 2.º                   |
| 2010 | Andy Schleck             | Team Saxo Bank          | Maillot amarillo         | 1.º                   |
| 2011 | Pierre Rolland           | Europcar                | -                        | 10.º                  |
| 2012 | Tejay van Garderen       | BMC Racing              | -                        | 5.º                   |
| 2013 | Nairo Quintana           | Movistar Team           | Montaña                  | 2.º                   |
| 2014 | Thibaut Pinot            | FDJ                     | -                        | 3.º                   |
| 2015 | Nairo Quintana           | Movistar Team           | -                        | 2.º                   |
| 2016 | Adam Yates               | Orica Bike Exchange     | -                        | 4.º                   |
| 2017 | Simon Yates              | Orica-Scott             | -                        | 7.º                   |
| 2018 | Pierre Latour            | Ag2r La Mondiale        | -                        | 13.º                  |
| 2019 | Egan Bernal              | INEOS                   | Maillot amarillo         | 1.º                   |
| 2020 | Tadej Pogačar            | UAE Emirates            | Maillot amarillo Montaña | 1.º                   |
| 2021 | Tadej Pogačar            | UAE Emirates            | Maillot amarillo Montaña | 1.º                   |
| 2022 | Tadej Pogačar            | UAE Emirates            |                          | 2.º                   |
| 2023 | Tadej Pogačar            | UAE Emirates            |                          | 2.º                   |
| 2024 | Remco Evenepoel          | Soudal Quick-Step       |                          | 3.º                   |
| 2025 | Florian Lipowitz         | Red Bull-BORA-hansgrohe |                          | 3.º                   |

## Estadísticas

### Ciclistas con más victorias
| Ciclista       | Victorias | Años                    |
| -------------- | --------- | ----------------------- |
| Tadej Pogačar  | 4         | 2020, 2021, 2022 y 2023 |
| Jan Ullrich    | 3         | 1996, 1997 y 1998       |
| Andy Schleck   | 3         | 2008, 2009 y 2010       |
| Marco Pantani  | 2         | 1994 y 1995             |
| Nairo Quintana | 2         | 2013 y 2015             |

### Palmarés por país
| País           | Victorias | Último vencedor            |
| -------------- | --------- | -------------------------- |
| Francia        | 8         | Pierre Latour en 2018      |
| Italia         | 5         | Damiano Cunego en 2006     |
| Países Bajos   | 5         | Eddy Bouwmans en 1992      |
| España         | 5         | Alberto Contador 2007      |
| Colombia       | 5         | Egan Bernal en 2019        |
| Alemania       | 5         | Florian Lipowitz en 2025   |
| Eslovenia      | 4         | Tadej Pogačar en 2023      |
| Luxemburgo     | 3         | Andy Schleck en 2010       |
| Estados Unidos | 3         | Tejay van Garderen en 2012 |
| Rusia          | 2         | Vladímir Karpets en 2004   |
| Reino Unido    | 2         | Simon Yates en 2017        |
| Australia      | 1         | Phil Anderson en 1982      |
| México         | 1         | Raúl Alcalá en 1987        |
| Ucrania        | 1         | Yaroslav Popovych en 2005  |
| Bélgica        | 1         | Remco Evenepoel en 2024    |

- En negrilla corredores activos para clasificación de jóvenes.